# Elaeocarpus xanthodactylus
Elaeocarpus xanthodactylus är en tvåhjärtbladig växtart som beskrevs av Albert Charles Smith. Elaeocarpus xanthodactylus ingår i släktet Elaeocarpus och familjen Elaeocarpaceae. Inga underarter finns listade i Catalogue of Life.